# Horslunde Sogn
Horslunde Sogn er et sogn i Lolland Vestre Provsti (Lolland-Falsters Stift).
I 1800-tallet var Nordlunde Sogn anneks til Horslunde Sogn. Begge sogne hørte til Lollands Nørre Herred i Maribo Amt. Horslunde-Nordlunde sognekommune blev ved kommunalreformen i 1970 indlemmet i Ravnsborg Kommune, der ved strukturreformen i 2007 indgik i Lolland Kommune.
Nøbbet Kirke blev indviet  i 1908, og Nøbbet blev et kirkedistrikt i Horslunde Sogn. I 2010 blev Nøbbet kirkedistrikt udskilt som det selvstændige Nøbbet Sogn.
1. december 2024 blev Nordlunde Sogn og Nøbbet Sogn indlemmet i Horslunde Sogn
I Horslunde Sogn ligger Horslunde Kirke, Nordlunde Kirke og Nøbbet Kirke.
I Horslunde og Nøbbet sogne findes følgende autoriserede stednavne:
- Bulbro (bebyggelse)
- Buskebo (bebyggelse)
- Egholm (bebyggelse, ejerlav)
- Horslunde (bebyggelse, ejerlav)
- Katrinesminde (landbrugsejendom)
- Lille Kastager (bebyggelse, ejerlav)
- Nielshave (bebyggelse)
- Nybølle (bebyggelse, ejerlav)
- Nybølle Hede (bebyggelse)
- Nybølle Lunder (areal, bebyggelse, ejerlav)
- Nøbbet (bebyggelse, ejerlav)
- Nøbbet Vesterskov (areal)
- Nøbbet Østerskov (areal, bebyggelse)
- Nørre Tvede (bebyggelse, ejerlav)
- Orehave (bebyggelse, ejerlav)
- Ravnsholt (bebyggelse, ejerlav)
- Rågø (areal, bebyggelse, ejerlav)
- Rågø Kalv (areal)
- Store Egholmsgård (landbrugsejendom)
- Svinsbjerg (bebyggelse, ejerlav)
- Svinsbjerg Lunder (bebyggelse)
- Sønder Horslunde (bebyggelse)
- Urne (bebyggelse, ejerlav)
- Ørsløkke (bebyggelse)

- Horslunde Kirke
- Nordlunde Kirke
- Nøbbet Kirke